# 天主教科欣教区
天主教科欣教區（拉丁語：Dioecesis Coxinensis）是巴西一個羅馬天主教教區，屬大坎普總教區。
科欣自治監督區成立於1978年1月3日，2002年11月13日升為教區。
教區包括南馬托格羅索州北部十個市。2006年有教友92,000人（佔轄區總人口70.0%）、十三個堂區、十七名司鐸。現任教區主教為安多尼·米格里歐爾。